# Olyka
Olyka (szlovákul: Oľka) község Szlovákiában, az Eperjesi kerület Mezőlaborci járásában. Gödrösolyka, Homonnaolyka és Sztropkóolyka egyesülésével jött létre.

## Fekvése
Mezőlaborctól 21 km-re délre, az Olyka-patak partján található.

## Története
1408-ban említik először. Eredetileg három falu volt: Gödrös-, Homonna- és Sztropkóolyka.
1920 előtt mindhárom település Zemplén vármegye Mezőlaborci járásához tartozott.
Olyka 1944-ben jött létre Homonnaolyka és Sztropkóolyka egyesítésével. Gödrösolykát 1965-ben csatolták hozzá.

## Népessége
| Év:            | 1994. | 2004.    | 2014.    | 2024.    |
| -------------- | ----- | -------- | -------- | -------- |
| Emberek száma: | 426   | 350      | 295      | 251      |
| Eltérés:       |       | -17,84 % | -15,71 % | -14,91 % |

| Év:            | 2023. | 2024.   |
| -------------- | ----- | ------- |
| Emberek száma: | 251   | 251     |
| Eltérés:       |       | +1,42 % |

2001-ben 351 lakosából 202 ruszin és 141 szlovák volt.
2011-ben 320 lakosából 166 ruszin és 136 szlovák.

## Nevezetességei
- Görögkatolikus temploma a 18. században épült.

## Lásd még
- Gödrösolyka
- Homonnaolyka
- Sztropkóolyka